# Colonia Isidro Fabela
Colonia Isidro Fabela är ett samhälle i kommunen Lerma i delstaten Mexiko i Mexiko. Colonia Isidro Fabela hade 1 790 invånare vid folkräkningen år 2020.